# Bad Moon Rising (пісня)
Bad Moon Rising — пісня гурту Creedence Clearwater Revival, випущена 1969 року.
Вийшла в альбомі Green River, а також як сингл.
Потрапила до списку 500 найкращих пісень усіх часів за версією журналу Rolling Stone.